# خالد محمود (بازیکن هاکی روی چمن)
خالد محمود (انگلیسی: Khalid Mahmood؛ زادهٔ ۱ ژانویهٔ ۱۹۴۱) بازیکن هاکی روی چمن اهل پاکستان بود.